# Alpineboarden
Het alpineboarden is een wintersport die op de piste, off-piste of in wedstrijdvorm bedreven kan worden. Bij deze vorm van snowboarden gaat het om de snelheid en het snelle bochtenwerk. Van de verschillende vormen van snowboarden heeft deze de meeste overeenkomst met skiën. Er kunnen snelheden van meer dan 100 km/h worden gehaald. Je hebt wel speciale schoenen nodig, de zg. hardboots. Deze lijken veel op skischoenen. Er zijn twee typen wedstrijden, de parallelslalom en de reuzenparallelslalom.